# École française di Roma
L'École française de Rome (letteralmente Scuola francese di Roma) è un istituto francese che si occupa di ricerca storica, archeologica e di scienze sociali.

## Storia
Raccoglie l'eredità dell’Institut de correspondance archéologique, creato nel 1829 per accogliere a Roma gli studiosi stranieri. Composto principalmente da francesi e tedeschi, l'Institut fu soppresso durante la Guerra franco-prussiana del 1870. Sulle sue ceneri sorse nel 1871 l'Istituto archeologico germanico e poi, nel 1873, una sezione romana dell’École française di Atene. Quest'ultima, nel 1875, divenne l’École française de Rome.
Dal 1876, ha sede al secondo piano del Palazzo Farnese, nella stessa sede dell'ambasciata di Francia in Italia. Ogni anno accoglie 18 nuovi membri (generalmente per 3 anni) e offre 150 borse di studio di uno o due mesi a giovani ricercatori le cui ricerche richiedono la presenza in Italia.

## L'archeologia italiana dell'École française de Rome
Fin dai primi anni, sotto l'impulso del direttore Auguste Geffroy, i membri dell'École française de Rome si dedicarono alla raccolta delle iscrizioni in Italia centrale e allo studio di siti o reperti archeologici. Emmanuel Fernique fu uno dei primi a raccogliere le iscrizioni del territorio dei Marsi, a studiare la collezione del Museo di Capua (1874), le vestigia di Preneste (1880), e infine a condurre sondaggi nella campagna prenestina
. Subito dopo di lui, René de la Blanchère si dedicò allo studio dei resti di Terracina e delle paludi Pontine
, 
mentre nel 1889 Stéphane Gsell scavò una parte della necropoli di Vulci, sulle proprietà dei Torlonia. Poco dopo Albert Grenier dedicò un ampio studio a Bologna, villanoviana ed etrusca
.
Dopo l'istituzione del protettorato sulla Tunisia nel 1881, i membri dell'École française de Rome iniziarono a orientare la loro attività archeologica prevalentemente verso il Nord Africa. 
In Italia l'attività archeologica degli istituti stranieri  ricominciò dopo la seconda guerra mondiale. Già nel 1946 Raymond Bloch iniziò le ricerche intorno a Bolsena e, a partire dal 1962, gli scavi a Volsinii permisero la scoperta del foro di epoca romana e di abitazioni adiacenti. Dal 1949, sotto la direzione di François Villard e Georges Vallet, iniziò lo scavo della colonia megariana di Megara Hyblaea, sulla costa orientale della Sicilia, che durò fino al 1992. Lo scavo è ripreso nel 2006, sotto la direzione di Henri Tréziny. A partire dal 1956, con il reclutamento di Georges Laplace, l'EFR si impegnò nell'archeologia preistorica. Successivamente, l'EFR è intervenuto in numerose regioni d'Italia, in particolare intraprendendo ricerche sulla collina del Pincio (1982-2005) o sul Palatino (1985-1998), riprendendo lo scavo del porto fluviale di Aquileia (1991-2005), dell'agglomerato lucano della Civita di Tricarico in Basilicata, della città greca poi lucana di Paestum, della colonia tarquiniana di Musarna e delle sue necropoli e partecipando allo scavo della necropoli celto-etrusca di Monterenzio Vecchio (2000-2005). Altri interventi sono stati realizzati nei Balcani (Sirmio, Salona, Giustiniana Prima).
Le attività più recenti in Italia sono relative al periodo preromano (prospezioni e sondaggi sugli habitat fortificati dei Vestini e dei Peligni Superaequani, in Abruzzo), romano (studio delle vestigia dello stadio di Domiziano in Piazza Navona, delle Catacombe dei Santi Marcellino e Pietro, della Vigna Barberini sul Palatino, con carotaggi nella zona di Portus e lo studio dei magazzini di Traiano, del tempio della Fortuna Augusta e dei panifici di Pompei).

## La biblioteca dell'École française de Rome
Sin dalla sua fondazione, l'École ha sviluppato una raccolta documentaria a supporto dell'attività di ricerca dei membri. Oggi le collezioni della biblioteca dell'École française de Rome sono accessibili, in gran parte a scaffale aperto, a tutti gli studiosi e ricercatori che ne facciano richiesta motivata. Con quasi 215.000 documenti a stampa, queste costituiscono la più grande biblioteca francese al di fuori del territorio della Francia e coprono tutti i settori di archeologia, storia e scienze sociali relative a Roma, all’Italia e al Mediterraneo centrale, dalla Preistoria ai nostri giorni.
Il catalogo della biblioteca è interrogabile attraverso l'interfaccia del Catalogue Farnèse, il discovery tool che aggrega le risorse delle biblioteche di tre istituzioni: l'École française de Rome, l'Accademia di Francia a Roma e il Centre Jean Bérard di Napoli.
Dal 1989, la biblioteca dell'École conserva, incrementa e valorizza il fondo Volterra, un deposito di 7.200 volumi relativi alla storia del diritto, 1.200 stampati antichi e 17.000 tirature a parte appartenuti a Edoardo Volterra.

## Mélanges de l'École française de Rome
L'istituto pubblica Mélanges de l'École française de Rome, rivista di storia e archeologia, in lingua inglese e francese, i cui numeri e archivio storico sono liberamente consultabile in modalità Open Access.  Pubblicata col titolo iniziale di Mélanges d'archéologie et d'histoire , esistono le seguenti serie:
- Mélanges de l'École française de Rome: Antiquité (MEFRA)
- Mélanges de l'École française de Rome: Moyen Âge (MEFRM)
- Mélanges de l'École française de Rome: Italie et Méditerranée (MEFRIM)

La rivista ha fondato e promuove il programma OpenEdition Freemium, un partenariato con biblioteche, campus e centri di ricerca, che prevede la pubblicazione di libri, riviste e paper scientifici in modalità mista: gratuitamente consultabili per chiunque in formato HTML, scaricabili a pagamento in formato PDF ed ePub per gli utenti delle istituzioni partner e abbonate. I proventi vengono reinvestiti nel potenziamento del servizio web.

## Direttori dell’École française di Roma
Ordine cronologico
- Albert Dumont (1874-1875), Académie des inscriptions et belles-lettres
- Auguste Geffroy (1875-1882), Académie des sciences morales et politiques
- Edmond Le Blant (1882-1888), Académie des inscriptions et belles-lettres
- Auguste Geffroy (1888-1895), Académie des sciences morales et politiques
- Louis Duchesne (1895-1922), Académie française
- André Pératé, intérim 1922-1923
- Émile Mâle (1923-1937), Académie française
- Jérôme Carcopino (1937-1940), Académie française
- Albert Grenier (1945-1952), Académie des inscriptions et belles-lettres
- Jean Bayet (1952-1960), Académie des inscriptions et belles-lettres
- Pierre Boyancé (1960-1970), Académie des inscriptions et belles-lettres
- Georges Vallet (1970-1983), Académie des inscriptions et belles-lettres
- Charles Pietri (1983-1991), Académie des inscriptions et belles-lettres
- Claude Nicolet (1992-1995), Académie des inscriptions et belles-lettres
- André Vauchez (1995-2003), Académie des inscriptions et belles-lettres

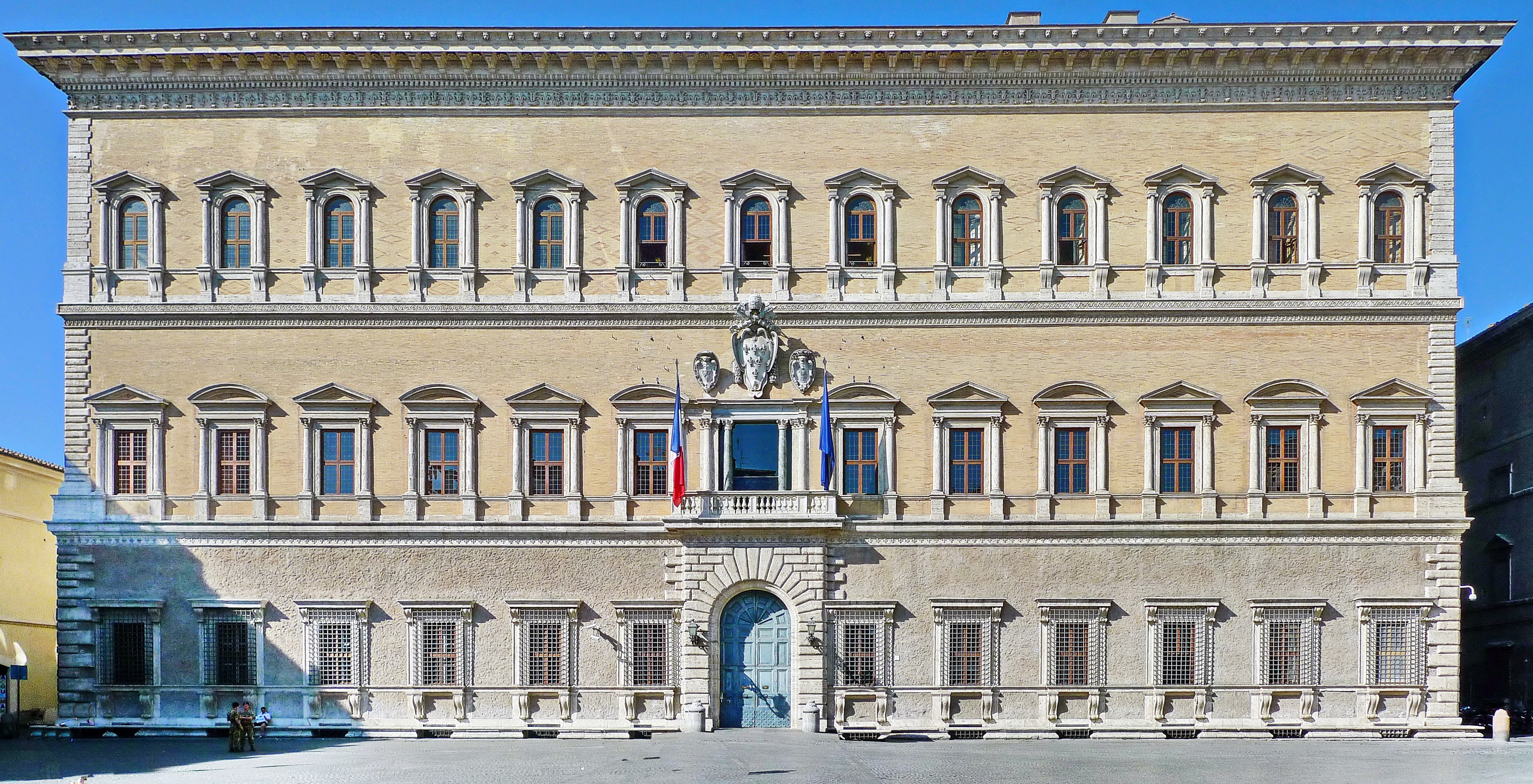
Palazzo Farnese, sede dell'École Française de Rome

- Michel Gras (2003-2011)
- Catherine Virlouvet (2011-2019)
- Brigitte Marin (2019-)

## Altri membri
- Yves-Marie Bercé (1959) Académie des inscriptions et belles-lettres
- Michel de Boüard (1930) Académie des inscriptions et belles-lettres
- André Chaumeix (1898) Académie française
- Ivan Cloulas (1957-1959)
- Claude Dagens (1965) Académie française
- Louis Duchesne Académie française
- Alphonse Dupront (1930)
- Gaston Etchegoyen
- Jean Favier (1956) Académie des inscriptions et belles-lettres
- Robert Fawtier (1911)
- Georges Goyau (1892) Académie française
- Albert Grenier (1904) Académie des inscriptions et belles-lettres
- Pierre Grimal (1935) Académie des inscriptions et belles-lettres
- Louis Halphen (1904) Académie des inscriptions et belles-lettres
- Jacques Heurgon (1928) Académie des inscriptions et belles-lettres
- Léon Homo (1897)
- Camille Jullian (1880) Académie française
- Georges Lacour-Gayet (1880) Académie des sciences morales et politiques
- Ernest Langlois (1883) Decano (Doyen) dell'université de Lille
- Georges Laplace (1956)
- Gabriel Le Bras (1925) Académie des sciences morales et politiques
- Dom Jean Leclercq (1943)
- Jacques Le Goff (1952)
- Louis Madelin (1895) Académie française
- Henri-Irénée Marrou (1930) Académie des inscriptions et belles-lettres
- Pierre de Nolhac (1882) Académie française
- André Piganiol (1906) Académie des inscriptions et belles-lettres
- Maurice Prou (1884) Académie des inscriptions et belles-lettres
- Jacques Revel (1970)
- Romain Rolland (1889) premio Nobel della letteratura
- Charles Samaran (1901) Académie des inscriptions et belles-lettres
- Pierre Toubert (1958) Académie des inscriptions et belles-lettres
- André Vauchez Académie des inscriptions et belles-lettres
- Jacques Verger corrispondente dell’Académie des inscriptions et belles-lettres
- Paul Veyne